# هفت‌آسیاب
هفت‌آسیاب (به ترکی آذربایجانی: Həftəsov) یک منطقهٔ مسکونی در جمهوری آذربایجان است که در شهرستان اسماعیللی واقع شده‌است. هفت‌آسیاب ۷۱ نفر جمعیت دارد.